# Рег Армагеддону
«Рег Армагеддону» (англ. The Armageddon Rag) — фентезійний роман з елементами жахів та детективу американського письменника Джорджа Мартіна, вперше вийшов 1983 року у твердій обкладинці у видавництві Poseidon Press та The Nemo Press. Роман містить приглушені та приховані фантастичні елементи і структурований у формі таємничого вбивства; це також роздуми про епоху рок-музики 1960-х (і пов'язану з нею культуру) і про те, що сталося з обома до середини 1980-х років. Роман містить детальний опис історії та репертуару його уявного рок-гурту, включаючи сет-листи концертів та час виконання альбомів. Кожен із заголовків глав роману відкривається справжніми відомими рок-ліриками, значення яких резонують у цій главі.
Мартін описав цю книгу як, мабуть, свій найамбітніший та найекспериментальніший роман, але «повну комерційну катастрофу», яка майже знищила його кар’єру. Однак, «Рег Армагеддону» номінували на найкращий роман Всесвітню премію фентезі 1983 року й здобув премію Балрога за найкращий роман.
Незважаючи на початковий комерційний провал, роман залишається у друку.

## Історія видань
Видання Nemo Press вийшов особливим підписаним сліпкейсом, пронумерованим і обмеженим колекційним накладом у 526 примірників (з яких 26 були літерами A-Z). Видання Nemo містить зовсім інші ілюстрації суперобкладинки, які демонструють афішу концерту Nazgûl, а також ілюстровані палітурні форзаци та різноманітні ілюстрації в кінці розділів, написані художником андеграундних коміксів та рок-н-рольних концертних плакатів Віктором Москосо.
Роман вийшов у м’якій обкладинці для масового продажу 1985 року у видавництві Pocket Books, а 2007 року перевиданий Bantam Books у м’якій обкладинці.

## Сюжет
Розчарований колишній письменник-хіпі Сенді Блер стає залученим до розслідування жорстокого вбивства рок-промоутера Джеймі Лінча, серце якого вирвали з тіла. Лінч керував декількома гуртами, включаючи легендарну рок-групу Nazgûl (названу на честь злих Назґулів у «Володарі кілець» Толкіна). Його знайшли мертвим на 10-ту річницю розпаду Nazgûl, а закривавлене тіло помістили на афіші концерту групи West Mesa, Нью-Мехіко; під час цього концерту таємничим чином вбили соліст гурту Nazgûl Патрік Генрі «Гоббіт» Гоббінс.
Резонансна смерть Лінча незабаром відкриває двері для туру Назгул, який повільно починає відображати події їх оригінального туру West Mesa. У той час як Лінча не було в дорозі, катастрофічний акт підпалу змушує трьох інших членів назгулів вирушили в тур возз'єднання, який просуває багатій Едан Морс. Таємничий Морс, можливо, був або не був, лівим революціонером у 1970-их роках, відомим своїми насильницькими методами. Морс створює молодого чоловіка, який є двійником Гоббінса, якого Морс планує зробити солістом об’єднаної Nazgûl, попри те, що музичні таланти двійника невисокі та йому бракує будь-якої харизми. Беручи інтерв’ю з уцілілими учасниками гурту, вишукуючи своїх старих друзів з 1960-х років, Блер розмірковує над значенням виробництва енергії квітами, коли він перетинає країну. Зрештою, він стає пресагентом Назгулів, і незабаром його охоплює шаленство їх успішного туру возз'єднання та майбутнього надприродного зближення, природу якого він повинен розкрити, щоб розкрити вбивства Лінча та Гоббінса. Блер підозрює, що Морс планує зібрати назгулів разом, щоб виконати окультний ритуал, який вивільнить темну надприродну силу на світ, акт помсти світу, який відкинув ідеалізм контркультури кінця 1960-х років.

## Відгуки
Роман став комерційною катастрофою і призвів до того, що Мартін на кілька років відмовився від написання прозової літератури, щоб зосередитися на написанні сценаріїв для кабельного телебачення. Альгіс Будріс описав роман як «потужне й фундаментальне фентезі, в якій центральним місцем є не тінь людини, яка пішла, а час». Він зробив висновок, що «спрямований на дуже суперечливу область, хоча це [й] може бути, воно стосується чогось, що дуже хвилює багатьох із нас».